# Shigeo Gochō
Shigeo Gochō (牛腸茂雄, Gochō Shigeo) (né le 2 novembre 1946 à Kamo et mort le 2 juin 1983 à Niigata) est un photographe japonais.

## Biographie
Shigeo Gochō nait à Kamo, dans la préfecture de Niigata, en 1946. Enfant, il souffre du mal de Pott, un type d'infection vertébrale causée par la tuberculose. Le traitement de la maladie oblige Shigeo à porter un plâtre pour le bas du corps pendant une longue période.

## Œuvre
- 1977 : parution du livre Self and Others[1].
- 1995 :『幼年の「時間(とき)」』(Yōnen no "toki"), Mole.
- 2004 :『牛腸茂雄写真集成』共同通信社
- 2013 :『こども』 (Kodomo), 白水社.
- 2022 :『作品編』, 赤々舎